# Espondiloartritis anquilosant
L'espondiloartritis anquilosant (del grec ankylos, rigidesa; spondylos, vèrtebres), o espondiloartritis anquilopoètica, o espondilitis anquilosant, o espondilitis anquilopoètica, anteriorment coneguda com a malaltia de Bekhterev, la síndrome de Bekhterev-Strümpell-Pierre Marie, i malaltia de Bekhterev-Strümpell-Pierre Marie; és una malaltia crònica, una forma d'espondiloartropatia, manifestada com artritis inflamatòria i malaltia autoimmunitària. Afecta principalment les articulacions de la columna vertebral, ocasionant la seva fusió, i a les sacroilíaques de la pelvis.
Es tracta d'un membre del grup de les espondiloartropaties amb una predisposició genètica forta. La fusió completa comporta una rigidesa completa de la columna vertebral, una condició coneguda com la columna vertebral de bambú.

## Tractament
L'espondiloartritis anquilosant no té cura, però alguns tractaments poden reduir-ne els símptomes i el dolor. Segons diversos estudis, el tractament amb inhibidors del factor de necrosi tumoral alfa pot ser beneficiós, perquè frena la progressió de la malaltia. Per altra banda, l'ús d'agents antiinflamatoris no esteroidals permet tractar la inflamació i el dolor, però no altera el curs de la malaltia.